# Isothiazol
Isothiazol (systematický název 1,2-thiazol) je heterocyklická sloučenina obsahující pětičlenný aromatický kruh složený ze tří atomů uhlíku, jednoho atomu dusíku a jednoho atomu síry. Isothiazol patří do skupiny sloučenin nazývané azoly. Jedná se o izomer thiazolu, od kterého se liší tím, že atomy dusíku a síry jsou na sousedních pozicích.
Isothiazolová skupina je součástí některých biologicky aktivních látek, jako jsou například léčiva ziprasidon a perospiron.